# Flugplatz Bapaume-Grévillers

i7
i11
i13
Das Aèrodrome de Bapaume-Grévillers, gelegentlich auch Aérodrome de Irles-Grévillers, war im Zweiten Weltkrieg ein Militärflugplatz in Frankreich. Er lag in der heutigen Region Hauts-de-France im Département Pas-de-Calais hauptsächlich auf dem Gemeindegebiet von Grévillers zirka eineinhalb Kilometer westlich des Ortszentrums und teilweise schon auf dem Gebiet von Irles im Département Somme.

## Geschichte
Der Flugplatz entstand Anfang 1940 auf Land, das von der französischen Regierung zur Nutzung durch die British Expeditionary Forces requiriert worden war.
Nach der Besetzung Frankreichs im Juni 1940 (Westfeldzug der Wehrmacht) wurde das Areal zu einem Flugplatz der Luftwaffe mit unter anderem zwei Beton-Start- und Landebahnen sowie diversen Rollbahnen ausgebaut.
Während der Luftschlacht um England beherbergte der „Fliegerhorst Bapaume“, so die seinerzeitige deutsche Bezeichnung, von Oktober 1940 bis März 1941 die III. Gruppe des Kampfgeschwaders 1 (III./KG 1) mit ihren Ju 88A.
Nach Kriegsende wurde bis in die 1950er Jahre überlegt, zumindest einen Teil des Geländes und der Start- und Landebahnen für die Allgemeine Luftfahrt zu erhalten. Aufgrund der Nähe des Militärflugplatzes Cambrai-Épinoy wurde 1956 aber entschieden, diese Pläne nicht weiter zu verfolgen. Einige Reste der Pisten existieren noch heute.